# Vragočanica
Vragočanica (en serbe cyrillique : Врагочаница) est un village de Serbie situé dans la municipalité de Valjevo, district de Kolubara. Au recensement de 2011, il comptait 322 habitants.

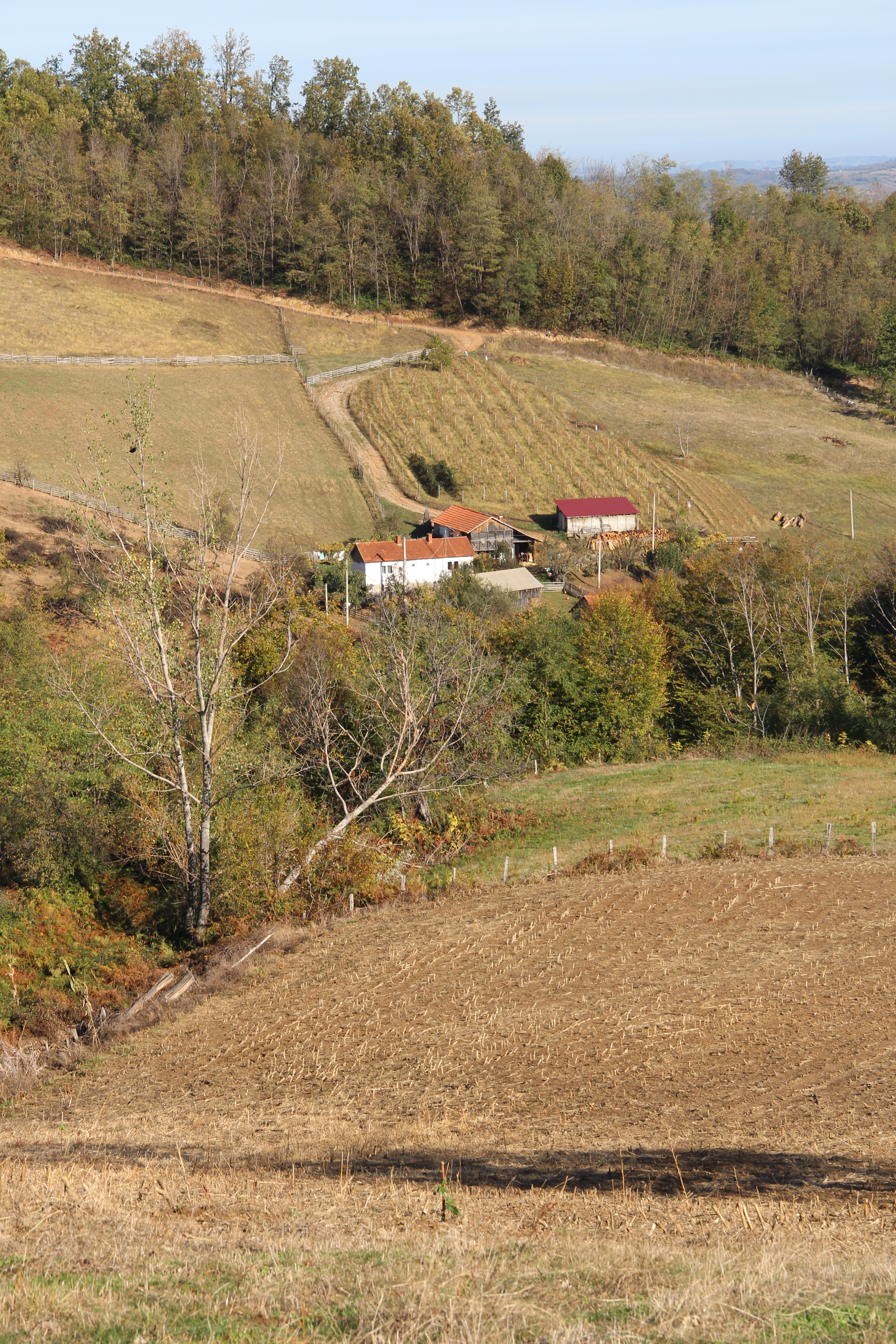
Vragočanica - panorama
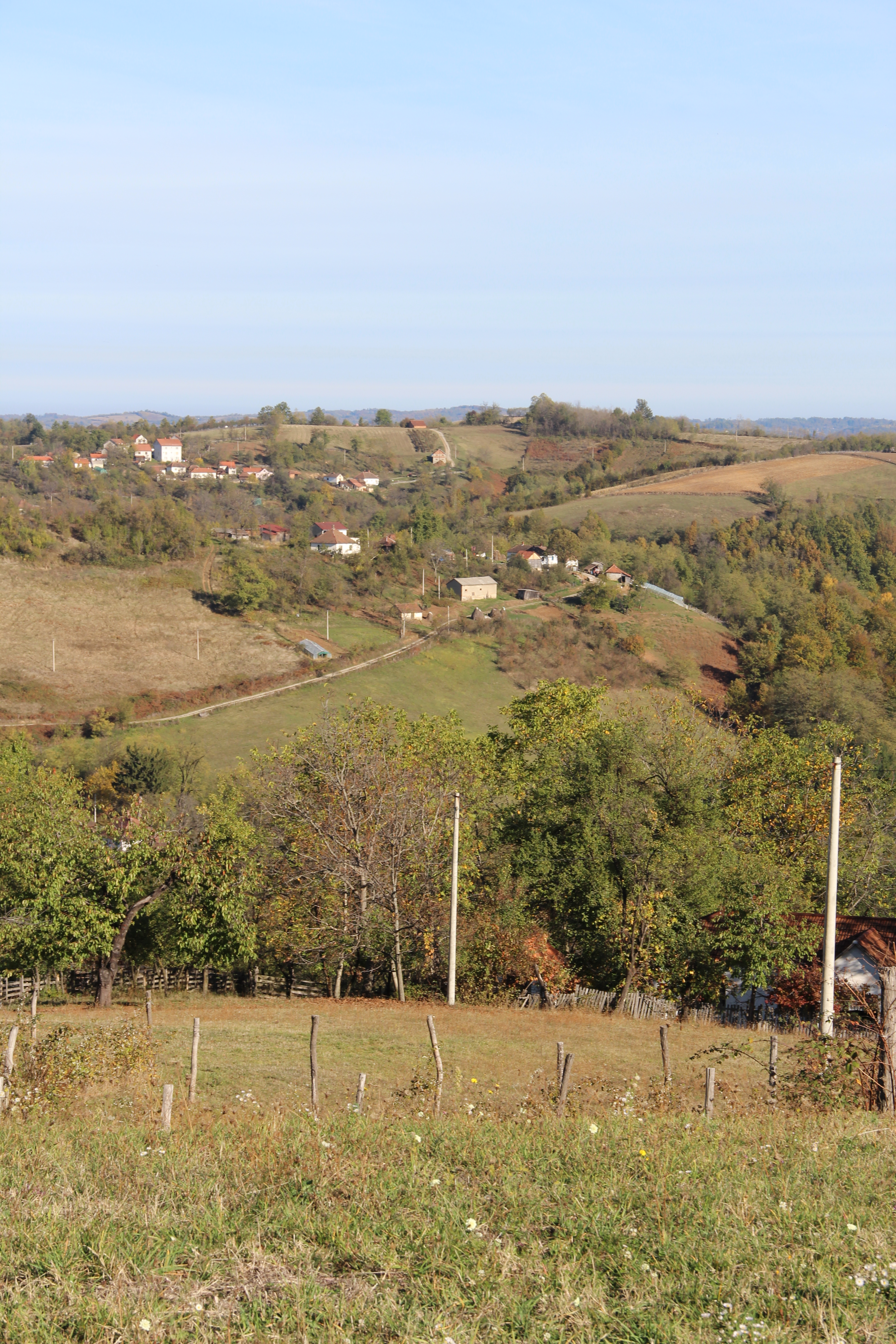
Vragočanica - panorama
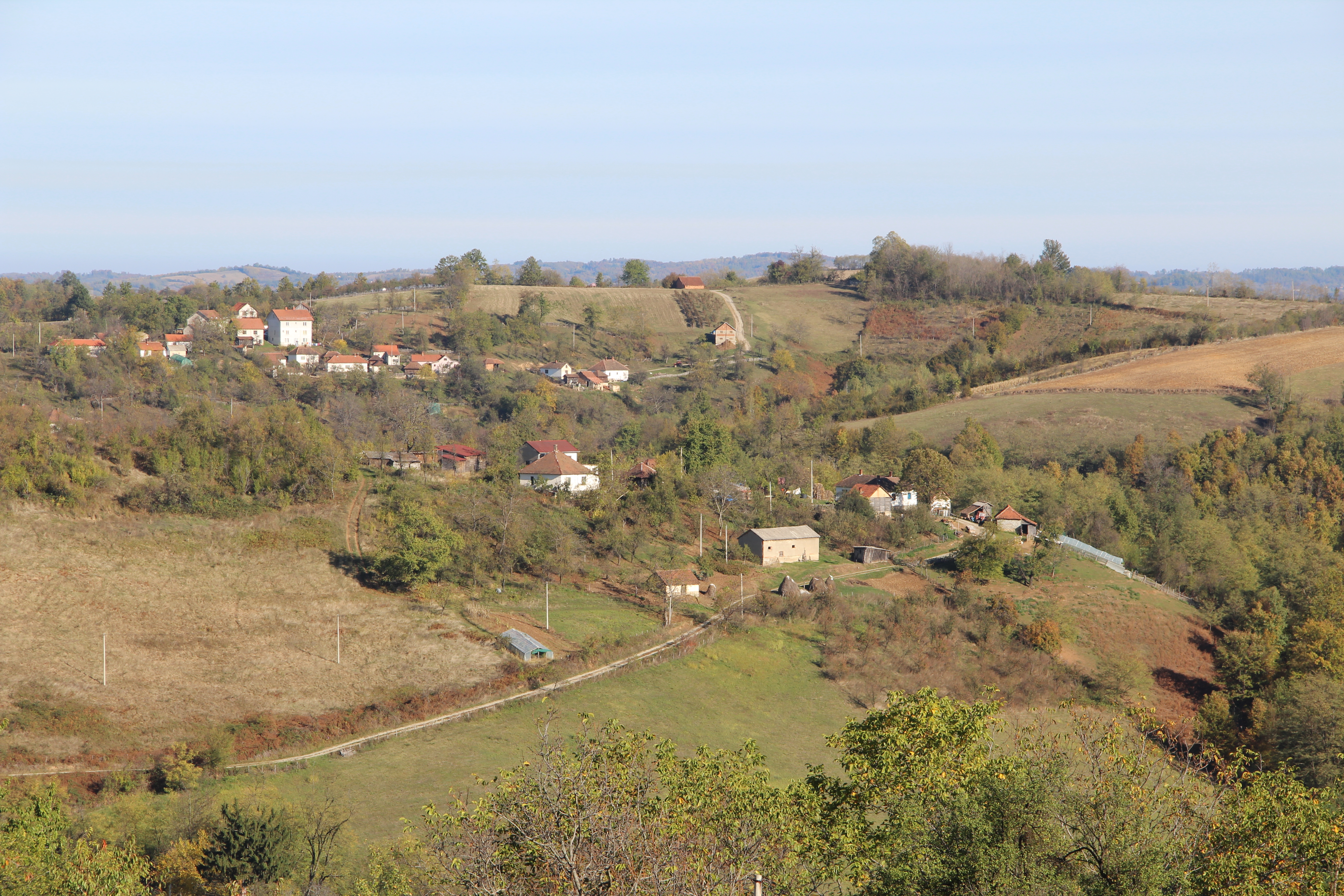
Vragočanica - panorama
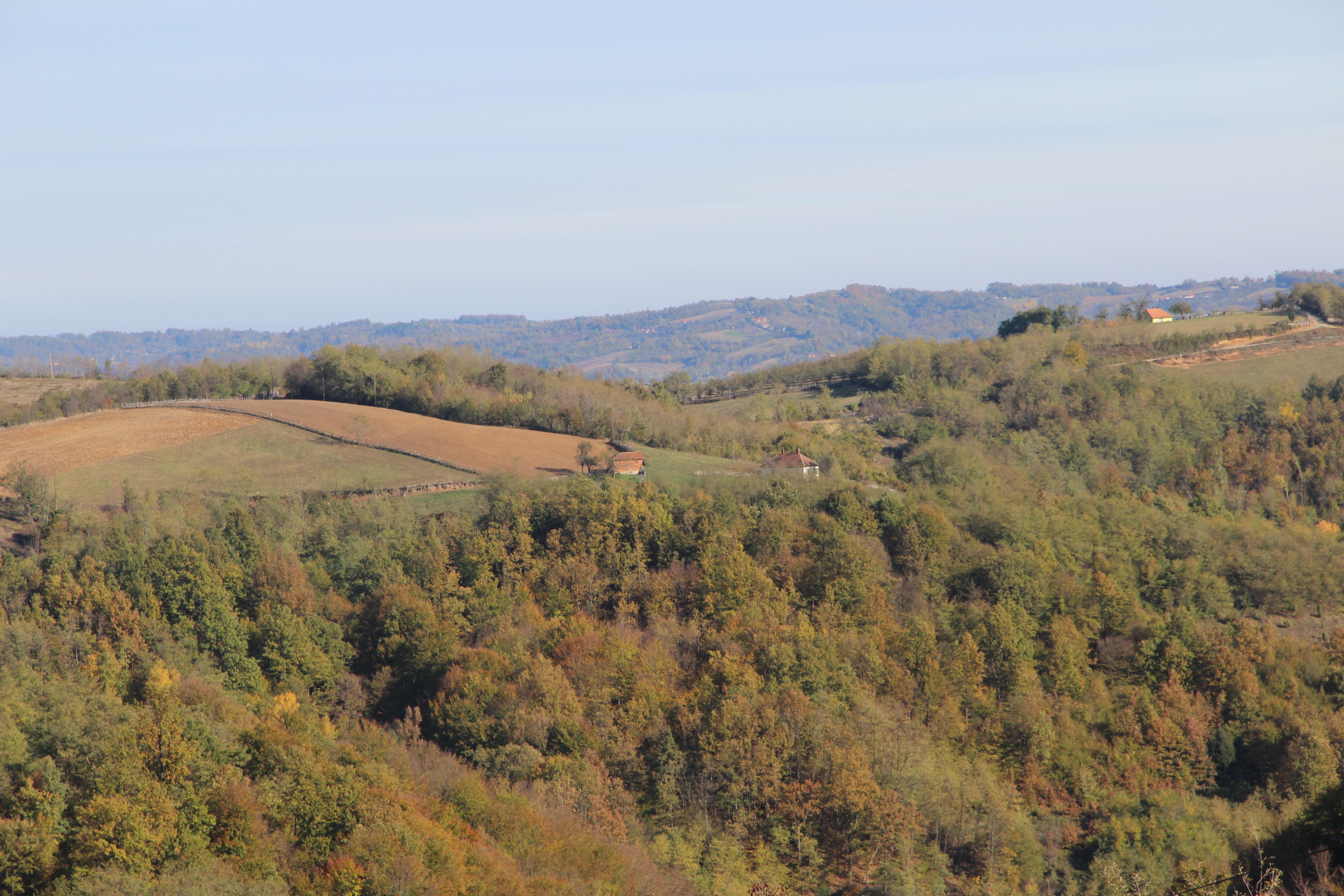
Vragočanica - panorama
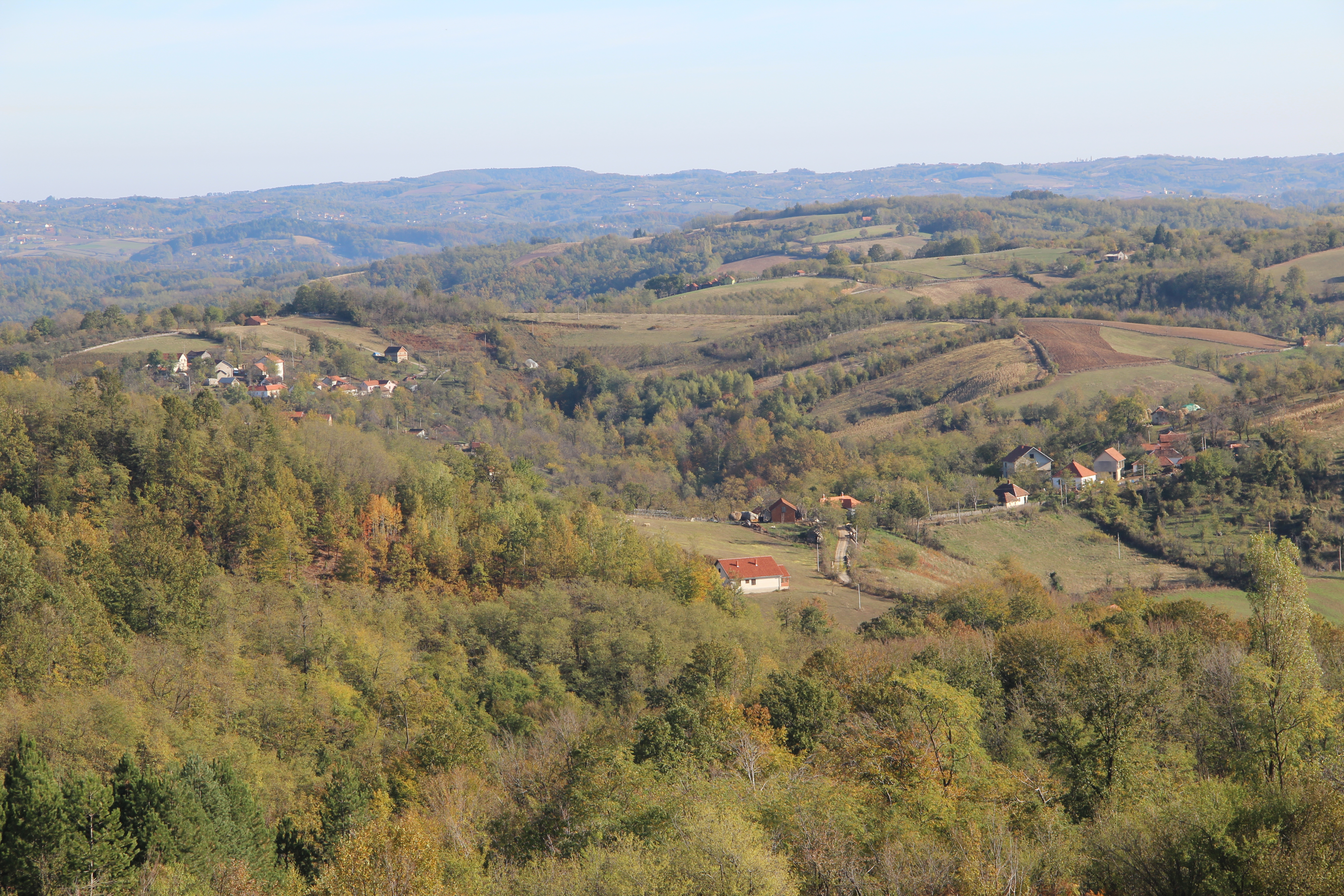
Vragočanica - panorama
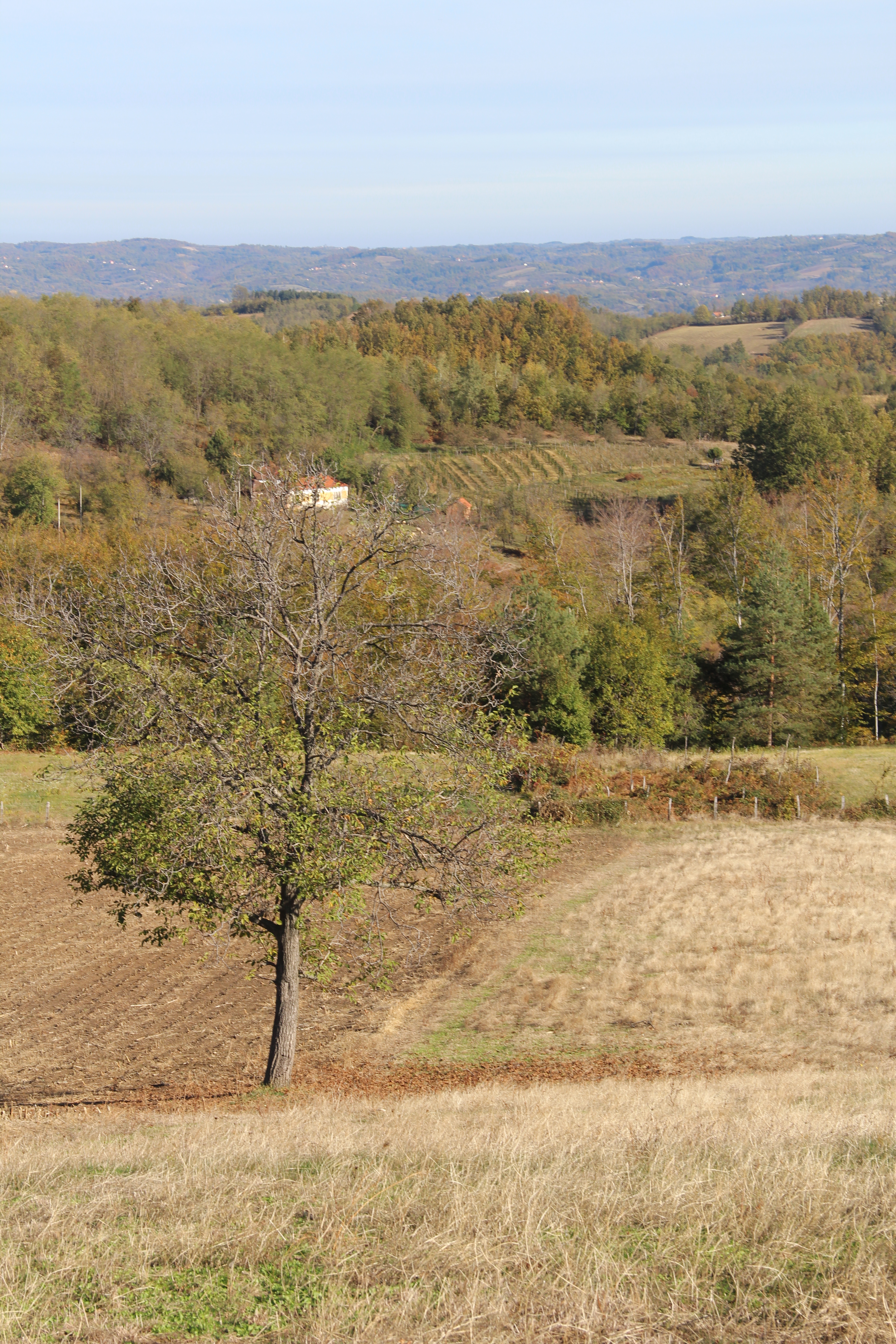
Vragočanica - panorama
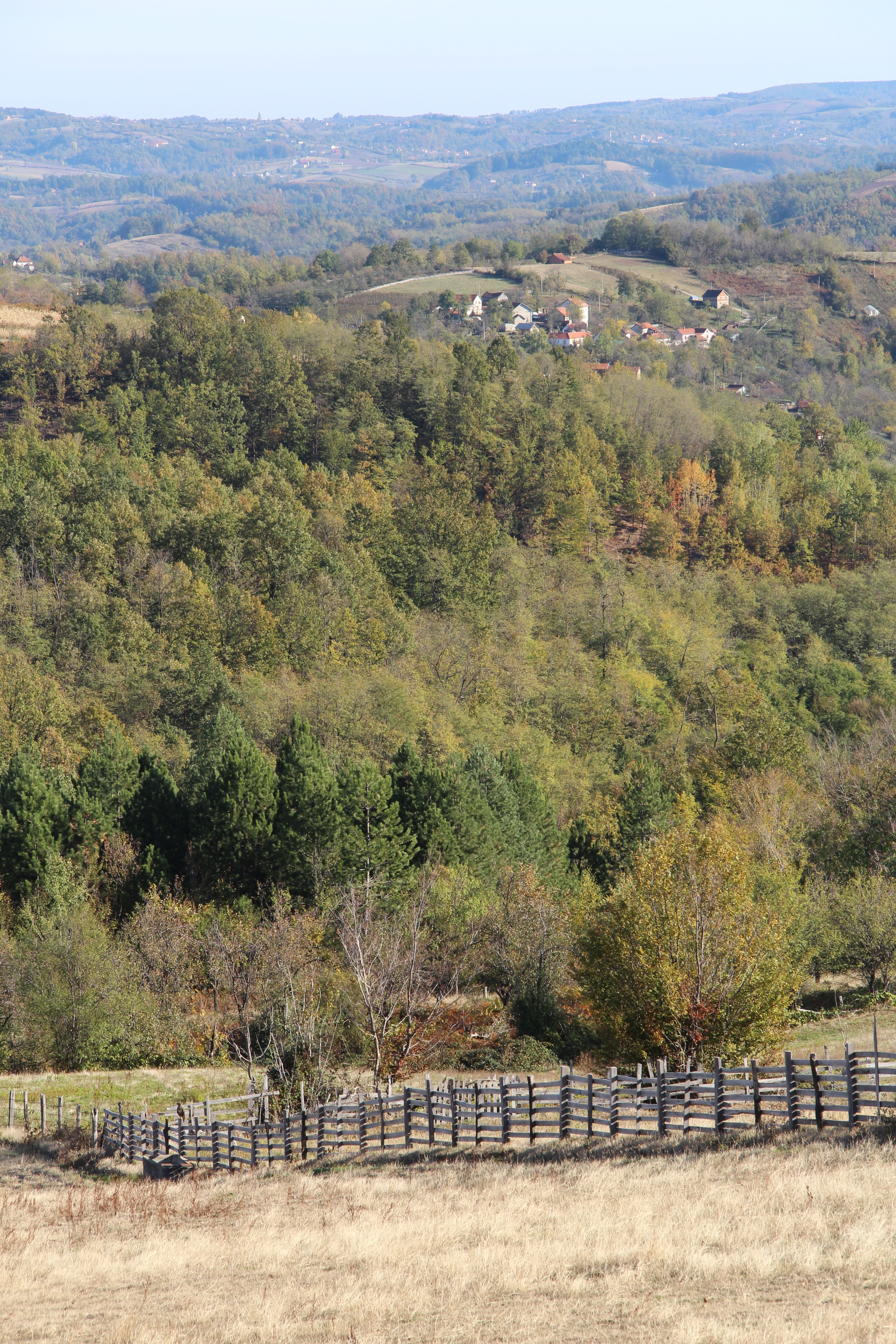
Vragočanica - panorama

## Démographie
| 1948 | 1953 | 1961 | 1971 | 1981 | 1991 | 2002 | 2011 |
| ---- | ---- | ---- | ---- | ---- | ---- | ---- | ---- |
| 973  | 957  | 860  | 749  | 618  | 492  | 417  | 322  |

|  |